# غفعات عوز
غفعات عوز (ب[גִּבְעַת עֹז، وتعني: تلة القوة] خطأ: {{اللغة-؟؟}}: النص يحتوي على علامة مائلة (مساعدة)). هو كيبوتس يقع شمالي إسرائيل. وتحديدًا على الطريق الرئيسي 66 شمال زلفة وسالم على أطراف مرج ابن عامر. يتبع إداريًا لمجلس مجيدو الإقليمي. بلغ عدد سكانه في عام 2017 نحو 487 نسمة.